# Nordby Shoppingcenter

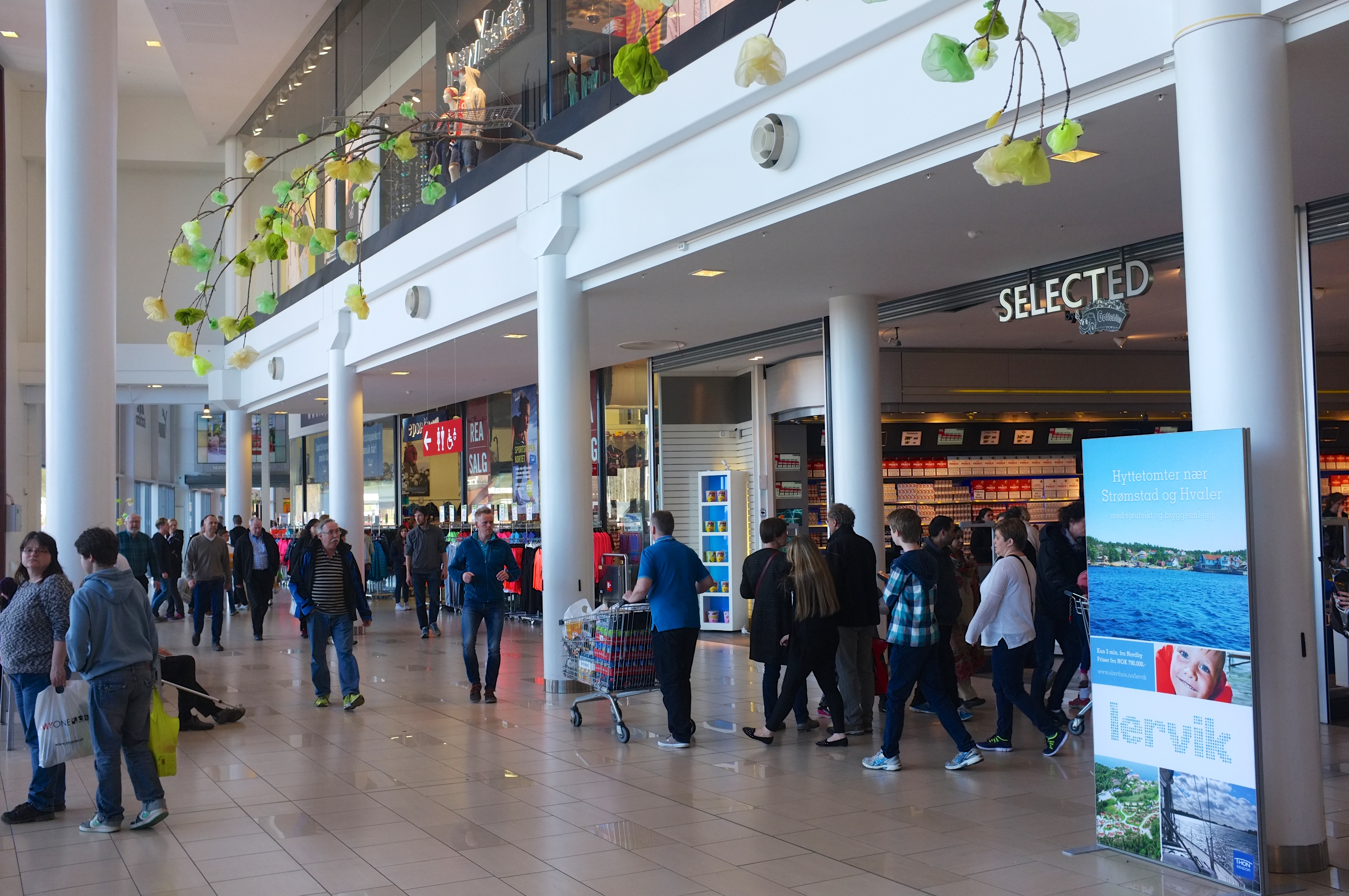
Insidan av Nordby Shoppingcenter den 15 april 2014.

Nordby Shoppingcenter är ett köpcentrum i Nordby i Strömstads kommun i Sverige. Shoppingcentret ligger nära gränsen till Norge och riktar sig främst till norska kunder. En omfattande gränshandel sker längs hela den svensk-norska gränsen, då prisnivån inom Sverige är betydligt lägre än i Norge. Nordby har över 80 000 m² butiksyta och 4 700 p-platser och är därmed ett av Sveriges största köpcenter och det största av gränshandelsområdena.
De första butikerna etablerades 1983. Antalet besökare växte och fler butiker byggdes. Trafiksituationen blev ofta svår, med långa köer som följd. När E6 byggdes om till motorväg (några kilometer österut), möjliggjordes en fortsatt expansion av Nordby. År 2003 byggdes området ut med 30 000 m². Under 2008–2009 byggdes köpcentret ut ytterligare. Den äldre och nyare delen byggdes då ihop.
Busslinjen Gränspendeln har hållplats nära entrén. Den går från och till Strömstad och Halden.